# Modern Cookery for Private Families
Modern Cookery for Private Families è un libro di cucina di Eliza Acton pubblicato nel 1845 dalla Longmans.
Modern Cookery for Private Families è passato alla storia per essere stato uno dei primi libri di cucina a elencare gli ingredienti e le loro quantità esatte e riportare i tempi di cottura di ogni ricetta. Si tratta inoltre di una delle prime opere in cui vengono descritti i chutney.

## Accoglienza
Modern Cookery for Private Families venne riedita 13 volte nell'arco di otto anni dalla sua prima uscita diventando così il ricettario in lingua inglese di maggior successo del suo tempo fino alla pubblicazione del Book of Household Management (1861) di Isabella Beeton.
Il libro fu ben accolto alla sua prima apparizione; i critici lo considerarono il miglior libro di cucina che avessero mai visto, grazie alla chiarezza con cui sono riportate le istruzioni e il modo in cui sono riportate.
Modern Cookery for Private Families venne acclamata da Delia Smith, che definì Acton "la miglior scrittrice di ricette in lingua inglese", e da Elizabeth David, la quale si chiedeva come mai un'autrice "impareggiabile" come Acton fosse stata eclissata da "imitatori così tanto inferiori e inesperti". Clarissa Dickson Wright loda la scrittura adottata nell'opera, ma critica la scelta di Acton di adottare un certo tipo di cucina da lei giudicato "ottuso e noioso" diffuso durante l'età vittoriana che si fa notare sempre più in ogni edizione pubblicata dell'opera.